# Formosia glorificans
Formosia glorificans är en tvåvingeart som först beskrevs av Walker 1861.  Formosia glorificans ingår i släktet Formosia och familjen parasitflugor. Inga underarter finns listade i Catalogue of Life.